# Baumanova vozovna

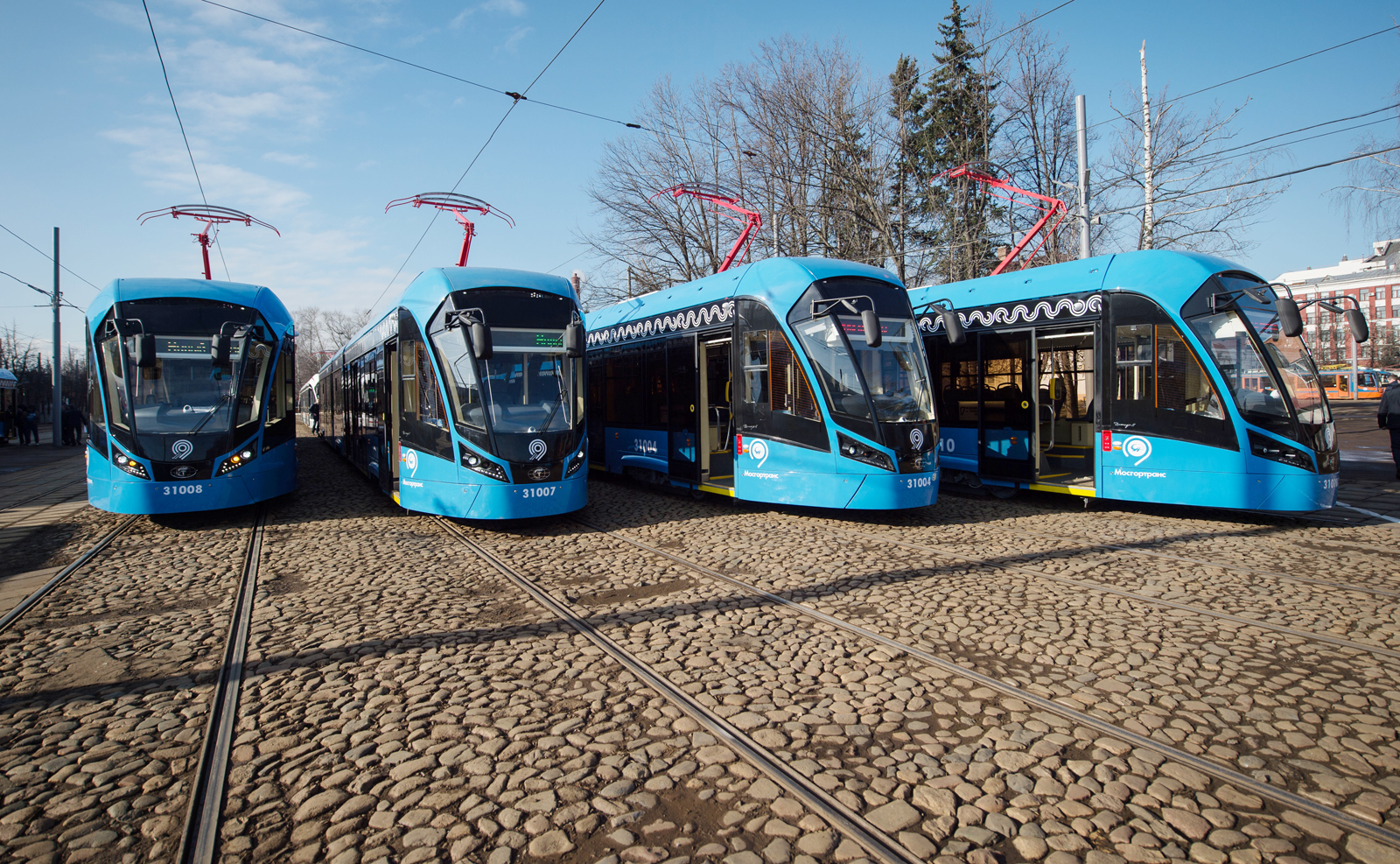
Baumanova vozovna

Baumanova vozovna (rusky Депо имени Баумана) je jedna z vozoven moskevských tramvají.
Vozovna se nachází ve čtvrti Rostokino, na severu Moskvy. Plán postavit tramvajovou vozovnu právě zde pochází již dob před Říjnovou revolucí. S výstavbou se ale začalo až teprve v sovětských dobách, roku 1932. O dva roky později již byla dokončena a objevily se zde i první tramvaje. V roce 1937 sem byly přemístěny také další tramvajové vozy z novorjazaňské vozovny, která byla přebudována na trolejbusovou. Baumanova vozovna nese svůj současný název až od této doby, dříve se jmenovala podle okolní čtvrti – Rostokino.
Od roku 1999 existovala ve vozovně stálá expozice věnovaná historii tramvajové dopravy v Moskvě. Její součástí byly, kromě jiných, též i zrekonstruované vozy typů T2SU (rok výroby 1960, poslední existující a jediná historická v Rusku) a T3SU. Po zrušení muzea někdy na začátku 21. století sbírka historických tramvají chátrá.